# Permalloy

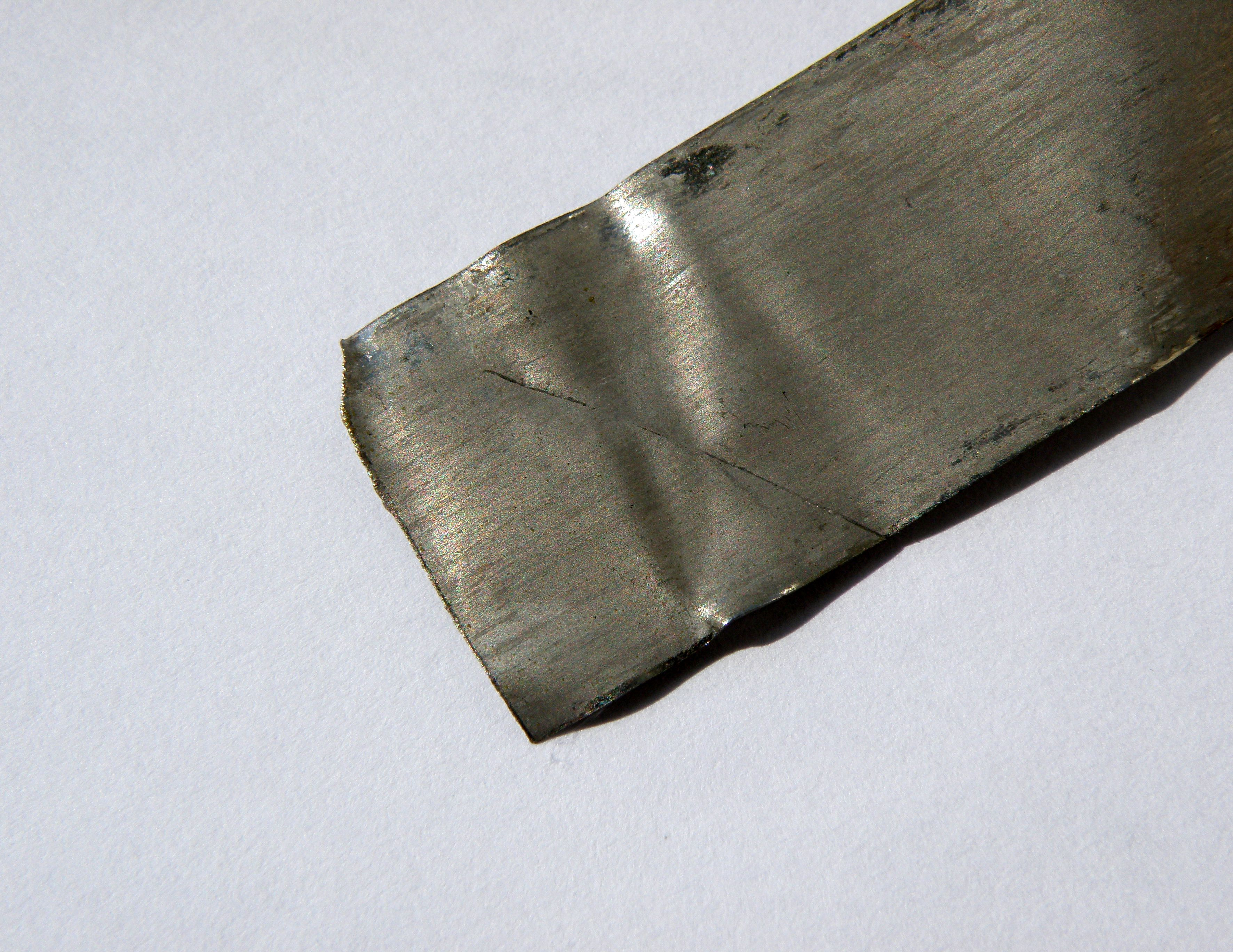
Tira de material permalloy

Permalloy es una marca comercial que designa a una aleación magnética compuesta por níquel y hierro.
Fue descubierto en 1914 por Gustav Elmen de los Laboratorios Bell, quien demostró que la permeabilidad magnética podía mejorarse mediante tratamiento térmico. 

## Composición y características
Generalmente el permalloy está constituido por aproximadamente un 20 % de hierro y 80 % de níquel. Posee una alta permeabilidad magnética, baja coercitividad y significativa magnetorresistencia anisótropa.
- Resistividad eléctrica: 55 a 62 µOhmcm
- Propiedades mecánicas:
  - Dureza Brinell: 105 a 290
  - Módulo de elasticidad: 190 a 221 GPa
  - Resistencia a la tracción: 530 a 900 MPa
- Propiedades magnéticas:
  - Coercitividad: 1.0 Hc
  - Permeabilidad inicial: 60,000
  - Permeabilidad máxima: 240,000
  - Saturación de inducción: 0.77 T
- Propiedades térmicas:
  - Coeficiente de expansión térmica (20-100 °C): 13.0 10  -6  K  -1 
  - Conductividad térmica a 23 °C: 30-35 W m -1 K -1

## Usos
La aleación se utiliza en laminados de transformadores, cabezas grabadoras magnéticas y sensores. La resistividad eléctrica varía dentro de un rango del 5 % dependiendo de la amplitud del campo magnético. La baja magnetoconstricción es crítica para las aplicaciones industriales, ya que el rango de variación en placas muy finas podría de otra manera causar serios inconvenientes en la estabilidad de las propiedades magnéticas.
Se encuentran disponibles otras aleaciones de Permalloy, designadas por un prefijo numérico que describe el porcentaje de níquel. Por ejemplo un Permalloy 45 contiene 45 % de níquel y 55 % de acero. El permalloy-molibdeno es una aleación con el 81 % de níquel, 17 % de acero y 2 % de molibdeno. Desarrollado por los Laboratorios Bell en 1940, se utiliza para mejorar la inducción de las reactancias en líneas telefónicas.